# Javorník (Benešovi járás)
Javorník község Csehországban, a Benešovi járásban. Javorník Kuňovice, Trhový Štěpánov, Zdislavice, Chlum és Mnichovice településekkel határos. Lakosainak száma 141 fő (2024. január 1.).

## Népesség
A település lakosságának változását az alábbi diagram mutatja:
| Lakosok száma | 226  | 289  | 240  | 195  | 160  | 136  | 118  | 120  | 125  | 141  |
|               | 1869 | 1890 | 1921 | 1950 | 1980 | 2001 | 2017 | 2019 | 2022 | 2024 |